# Silnice II/387
Silnice II/387 je silnice II. třídy v Česku, která spojuje Vír a silnici II/385 u Předklášteří. Dosahuje délky 28 km.

## Vedení silnice
Okres Žďár nad Sázavou – Kraj Vysočina
- Vír, vyústění z II/388
- Koroužné
- Švařec
- Štěpánov nad Svratkou, mimoúrovňové křížení s I/19
- Ujčov

Okres Brno-venkov – Jihomoravský kraj
- Nedvědice, křížení s II/390
- Černvír
- Doubravník
- Borač
- Štěpánovice
- zaústění do II/385